# Municipio de Hudson (Dakota del Sur)
El municipio de Hudson (en inglés: Hudson Township) es un municipio ubicado en el condado de Edmunds en el estado estadounidense de Dakota del Sur. En el año 2010 tenía una población de 43 habitantes y una densidad poblacional de 0,46 personas por km².

## Geografía
El municipio de Hudson se encuentra ubicado en las coordenadas 45°16′55″N 99°38′13″O / 45.28194, -99.63694. Según la Oficina del Censo de los Estados Unidos, el municipio tiene una superficie total de 93.12 km², de la cual 88,82 km² corresponden a tierra firme y (4,62 %) 4,3 km² es agua.

## Demografía
Según el censo de 2010, había 43 personas residiendo en el municipio de Hudson. La densidad de población era de 0,46 hab./km². De los 43 habitantes, el municipio de Hudson estaba compuesto por el 97,67 % blancos y el 2,33 % eran de una mezcla de razas. Del total de la población el 0 % eran hispanos o latinos de cualquier raza.